# Ficedula henrici
Ficedula henrici é uma espécie de ave da família Muscicapidae.
É endémica da Indonésia.
Os seus habitats naturais são: florestas subtropicais ou tropicais húmidas de baixa altitude.
Está ameaçada por perda de habitat.